# Chomutičky
Chomutičky jsou část obce Chomutice v okrese Jičín. Nachází se na západě Chomutic. V roce 2009 zde bylo evidováno 21 adres. V roce 2001 zde trvale žilo 42 obyvatel.
Chomutičky je také název katastrálního území o rozloze 2,44 km2.